# Giovanni Nuti (1952)
Giovanni Nuti (Firenze, 26 novembre 1952) è un medico, compositore e scrittore italiano, fratello di Francesco Nuti.

## Biografia
Nato a Firenze da Renzo Nuti, barbiere originario del Mugello, e di Anna Giglio, calabrese originaria di Crotone, fratello dell'attore Francesco Nuti, studia canto popolare con Giovanna Marini. Nel 1979 si laurea in Medicina e Chirurgia con una tesi su Psichiatria e Creatività. Dopo la laurea inizia a occuparsi di medicina non convenzionale, soprattutto di iridologia. Le sue ricerche in campo iridologico lo portano a pubblicare il Trattato di iridologia comparata: identifica e traduce Chiromanthica Medica (1665) di Philippus Meyeus (Philip Meyen von Coburg), prima anticipazione del metodo iridologico; evidenzia differenze, analogie e aree di sovrapposizione tra iridologia, semeiotica classica e  clinica oculistica; analizza contraddizioni e concordanze topografiche tra le principali scuole iridologiche, elaborando una topografia iridologica concordata. Nel 2009 pubblica La terapia iridologica, in cui trova collegamenti sistematici tra la tipologia iridologica e le varie terapie non convenzionali.
Dal 1982 collabora con il fratello Francesco Nuti e firma tutte le colonne sonore dei suoi film. Vincitore nel 1986 del "Ciak d'oro" per la migliore canzone originale del film Tutta colpa del paradiso; e nel 1987 del Nastro d'argento per la migliore musica originale del film Stregati. Compone colonne sonore anche per altri registi, quali Maurizio Ponzi, Giovanni Veronesi, Jean-Pierre Duriez, Enrico Oldoini e Bruno Colella.
Nel 2007 la sua ricerca musicale approda alla poesia e pubblica cinque sillogi, Calipso, Lumen (con prefazione di Andrea Martinelli), Appunti di viaggio (con testo critico di Sandro Veronesi), Citèra, Sentieri e il poema La Dea dei serpenti.
Nel 2015 debutta nella narrativa come autore del romanzo Anima scalza a cui segue, nel 2020, Ombre nude.
Nel 2023 pubblica con Fabiana D'Urso il testo Tutti Nuti, un dialogo sull'arte dei fratelli Nuti.
Dal 2018 è presidente del Comitato per Il Premio Prato di Poesia Nicola Fini.

## Pubblicazioni
- Trattato di iridologia comparata, Milano, Tecniche Nuove, 2001, ISBN 8848109845.
- Calipso, Empoli, Ibiskos Editrice Risolo, 2007, ISBN 978-88-546-0317-2.
- La terapia iridologica, Milano, Tecniche Nuove, 2009, ISBN 978-8848123686.
- Appunti di viaggio, Empoli, Ibiskos Editrice Risolo, 2010, ISBN 978-88-546-0630-2.
- Cìtera, Empoli, Ibiskos Editrice Risolo, 2012, ISBN 978-88-546-0879-5.
- La Dea dei serpenti, Empoli, Ibiskos Editrice Risolo, 2015, ISBN 978-88-546-1223-5.
- Anima scalza, Serrungarina, David and Matthaus, 2015, ISBN 978-8869840432.
- Lumen, 2ª ed., Roma, Ensemble, 2018, ISBN 978-8868812386.
- Ombre nude, Roma, Ensemble, 2020, ISBN 978-8868816308.
- Tutti Nuti, Meta, 2023, ISBN 9798866886371.
- Sentieri, Roma, Ensemble, 2024, ISBN 9791255711117.

## Discografia
- 1989 - Tutte le canzoni di Nuti (Cinevox Record)
- 1991 - Funny film festival (Cinevox Record)
- 1992 - Donne con le gonne, colonna sonora originale (Cinevox Record)
- 1998 - Il signor Quindicipalle, colonna sonora originale (RTI Music)
- 1999 - Io amo Andrea, colonna sonora originale (Sony Music)
- 2002 - Les voix des femmes (Harmony Music)
- 2009 - Lumen - canzoni e frammenti (Vinile)
- 2010 - Le note di Cecco (Vinile-Myrope)
- 2023 - La Dea dei Serpenti - canzoni e musiche per una pièce teatrale (Vinile)

## Riconoscimenti
- Nastro d'argento
  - 1987 - Migliore colonna sonora - Stregati
- Ciak d'oro
  - 1986 - Migliore canzone originale - Tutta colpa del paradiso[3]
  - 1990 - Candidatura a migliore colonna sonora - Willy Signori e vengo da lontano